# Alejandro Mulet
Alejandro Gustavo Mulet (Buenos Aires, Argentina, 13 de enero de 1969-Quilmes, Argentina, 23 de febrero de 2006) fue un futbolista argentino. Se desempeñaba como portero y militó en diversos clubes de Argentina, Colombia, Perú, Grecia y Italia. Jugó en primera división del futbol argentino con Quilmes y Banfield.

## Trayectoria
Inició su carrera en las divisiones inferiores de Quilmes, equipo donde debutó como profesional en el Campeonato de Segunda División de 1986-87 y siendo parte del plantel campeón que ascendió esa temporada.
Entre 1995 y 1997 pasó por varios clubes colombianos, entre ellos Deportes Tolima, Independiente Medellín y Deportivo Pereira. A fines de su último año en Colombia, ficha por el club peruano FBC Melgar y luego de gratas actuaciones es traspasado al Veria de Grecia, sin mayor fortuna. 
Tuvo un corto paso por el futbol argentino, regresando así a su país natal para vestir la camiseta de Banfield. Luego emigró al futbol italiano, donde fichó por Lanciano, siendo este su último club. 
En el lapso de tiempo que estuvo en FBC Melgar, específicamente en Arequipa, tuvo un hijo que nació en aquella provincia llamado Matías Mulet y que también ejerció como portero, probando suerte en las juveniles de Quilmes y San Lorenzo de Almagro.

## Clubes
| Club                   | País      | Año       |
| ---------------------- | --------- | --------- |
| Quilmes                | Argentina | 1986-1994 |
| Deportes Tolima        | Colombia  | 1995      |
| Independiente Medellín | Colombia  | 1996      |
| Deportivo Pereira      | Colombia  | 1997      |
| FBC Melgar             | Perú      | 1997-1999 |
| PAE Veria              | Grecia    | 1999-2000 |
| Banfield               | Argentina | 2000-2002 |
| Lanciano               | Italia    | 2002-2003 |